# مک‌دانل داگلاس ای-۴جی اسکای‌هاوک
مک‌دانل داگلاس ای-۴جی اسکای‌هاوک (به انگلیسی: McDonnell Douglas A-4G Skyhawk) یک هواگرد ساختِ کارخانهٔ مک‌دانل داگلاس در کشور ایالات متحده آمریکا است که در سال ۱۹۶۷ ساخته شد. نخستین استفاده‌کنندهٔ این هواگرد نیروی دریایی سلطنتی استرالیا بوده‌است.